# シャフハウゼン-シュライトハイム軌道BDe4/4 6形電車

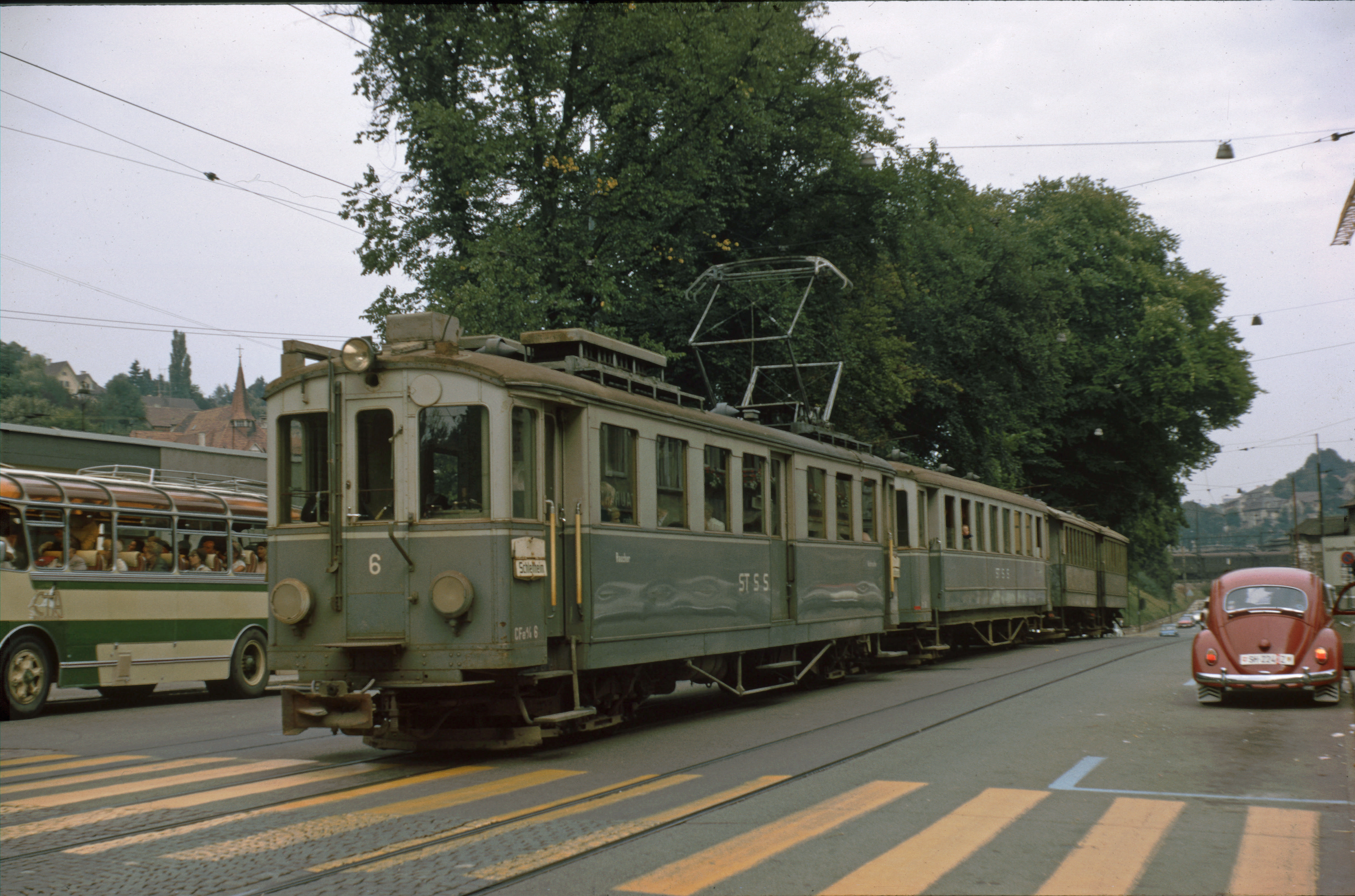
併用軌道上のシャフハウゼン駅に停車するBDe4/4 6形がB^{4} 61形などを牽引する列車、1960年頃

シャフハウゼン-シュライトハイム軌道BDe4/4 6形電車(シャフハウゼン-シュライトハイムきどうBDe4/4 6がたでんしゃ)は、スイス北部シャフハウゼン州の州都シャフハウゼン近郊の鉄道であるシャフハウゼン-シュライトハイム軌道（Strassenbahn Schaffhausen-Schleitheim (StSS)）で使用されていた2等・荷物合造電車である。なお、本機はCFe4/4形3等・荷物合造電車として製造されたものであるが、その後1956年、1962年の称号改正を経てBDe4/4形となったものである。
本項では本形式と同時に製造された同形の客車であるB4 61号車についても記述する。

## 概要
スイス北部、ライン川北岸の都市シャフハウゼン近郊の私鉄であるシャフハウゼン-シュライトハイム軌道は1905年の開業に際して電車4機、客車3両、貨車6両を用意し、1907年にかけてさらに電車と電動貨車を1機ずつ、客車3両、貨車5両を増備し、直通運転先であるシャフハウゼン市内線のシャフハウゼン軌道線のスイス国鉄シャフハウゼン駅からドイツ国境近くの街シュライトハイムを経由してオーバーヴィーゼン-シュテューリンゲンまで、旅客列車、貨物列車ともに電車が牽引をする方式で運行を開始している。開業後の1906年には約23万人であった輸送人員も1920年には37万人となるなど輸送量も増加していたため、電車1機、客車1両を増備することとなり、1921年に導入された3等・荷物合造電車が本形式であるCFe4/4 6形、その前年の1920年に導入されたほぼ同形態の車体を持つ3等客車がC4 61形であり、スイスの鉄道における1956年の客室等級の1-3等の3段階から1-2等への2段階への統合とこれに伴う称号改正により、3等室が2等室となって形式記号もCからBに変更となって形式名がBFe4/4 6形およびB4 61形となり、さらに1962年の称号改正により荷物室の形式記号がFからDに変更となったため、BFe4/4 6形は形式名がBDe4/4形となって両車とも1964年の同線の廃止まで使用されている。本形式は開業に際して主力車両として用意されたBDe4/4 1-5形電車より近代化されたスタイルと同一の基本寸法および性能で、併用軌道もしくは道路端に敷設された専用軌道が大半を占めるシャフハウゼン-シュライトハイム軌道線および直通運転先であるシャフハウゼン軌道線での急曲線での運行を考慮したショートホイールベースの台車と路面からの乗降に適したステップ付きの車体を持った機体となっている。BDe4/4 6形の製造は車体、台車、機械部分の製造をSIGが、主電動機、電気機器の製造はMFOが担当しており、価格はBDe4/4 6形が168,925スイス・フラン、ほぼ同形でシャフハウゼン-シュライトハイム軌道では初めての2軸ボギー客車であり、SIGが製造を担当しているB4 61形は70,629スイス・フランであった。各機体の機番と製造年、製造所、価格は以下の通り。
- BDe4/4 6形
  - 6 - 1921年 - SIG/MFO - 168,925
- B4 61形
  - 61 - 1920年 - SIG/MFO - 70,629

## 仕様

### 車体・走行機器
- 車体構造は1900-1930年代のスイス私鉄車両では標準であった木鉄合造構造で、台枠はトラス棒付の鋼材リベット組立式で、その上に木製の車体骨組および屋根を載せて前面および側面外板は鋼板を木ねじ止めとしたものとし、屋根は屋根布張り、床および内装は木製としている。車体は両運転台式で、客室部分側面下部には裾絞りが付き、前後端部のみ裾絞りが無く側面幅が狭い形状となっているほか、車両限界が小さく、通常車体幅2600-2700mm程度である1000mm軌間の私鉄車両に対し、車体幅2300mmとなっているのが特徴である。また、窓下および窓枠、車体裾部に型帯が入るほか、窓類は下部左右隅部R無、上部左右隅部はR付きの形態となっている。
- 正面はBDe4/4 1-5形平面構成の平妻形態から曲面構成に変更となったもので、中央の貫通扉の左右に正面窓があり、正面屋根中央部と下部左右に外付式の丸形前照灯が配置される1900-1920年代のスイス私鉄電車の標準スタイルであり、連結器は本形式から新たに採用された台枠取付の+GF+式[8]ピン・リンク式自動連結器ピン・リンク式連結器で、従来のピン・リンク式連結器とも連結可能なものであるほか、排障器もBDe4/4 1-5形で採用されていた先頭下部の路面電車タイプの大型の排障器から台車前部の小型のスノープラウに変更されている。運転室は当時のスイスの電車で標準的な運転機器を設置した乗降デッキに立って運転する形態で、正面中央の貫通扉の左側に力行および電気ブレーキ用の大形のマスターコントローラーが、右側にブレーキハンドルおよび手ブレーキハンドルが設置されており、運転士は状況に応じてデッキ内を移動しながら運転を行う。
- 車体内は前位側から運転台のある乗降デッキ、禁煙2等室（称号改正前の3等室）、荷物室、喫煙2等室、運転台および乗降デッキの配列となっており、側面は窓扉配置1D3D13D1（運転台・デッキ窓-乗降扉-喫煙2等室窓-荷物室扉-荷物室窓-禁煙2等室窓-乗降扉-運転台・デッキ窓）となっている。乗降扉は幅710mmの片引戸でステップ2段付き、荷物室扉は幅1000mmの片引戸でステップ1段付きとなっており、双方とも戸袋はなくデッキ内もしくは荷物室内にそのまま引込まれるほか、客室および荷物室窓は幅990mmの1枚下落とし窓となっている。また、屋根上は前位側に菱型のパンタグラフが1基、後位側に主抵抗器、前後端部に遮断器が設置されるほか、水雷形ベンチレーター3基が設けられている。
- 客室は車体幅が狭いため2+1列の4人掛けの固定式クロスシートを配置しており、座席定員は禁煙・喫煙各室18名の計36名、座席はヘッドレストの無い木製ニス塗りのベンチシートで天井は白、側壁面は木製ニス塗り、荷棚は唐草模様の金具を使用したもので座席上に枕木方向に設置されている。また、荷物室内にも5名分の補助座席が設置されている。
- 塗装
  - 製造時の車体塗装は下半部が明るいブルーグレー、上半部が白に近いクリーム色で車体下半部の帯板部に青帯が、腰板周縁部に唐草模様の飾りが入り、側面下部中央に「St.S.S.」および機番の「6」、乗降扉横と荷物室扉に禁煙・喫煙・荷物室の区別および座席定員、正面貫通扉下部に機番の「6」がそれぞれ影付きの飾り文字で入っている。なお、車体台枠、床下機器と台車は黒、屋根および屋根上機器はグレーである。
  - その後車体下半部帯板部の青帯と腰板周縁部の飾りが省略されてブルーグレー一色となり、車体上半部との塗分け部にブルーグレーの細帯が入るものに変更され、車体標記は側面下部中央に「STSS」、乗降扉脇に禁煙・喫煙の表記、右側車体端下部に機番もしくは形式名と機番が入るものとなっている。
- 制御装置はMFO製の直接制御の抵抗制御式で、BDe4/4 1-5形の1時間定格出力132kWから増強された204kWの性能と40km/hの最高速度を発揮するほか、電気ブレーキとして発電ブレーキを装備している。なお、重連総括制御機能を持たないため、重連時には協調運転で運行される。また、ブレーキ装置は制御装置による発電ブレーキのほか、空気ブレーキと手ブレーキを装備し、基礎ブレーキ装置として片押し式の踏面ブレーキが装備される。
- 台車もBDe4/4 1-5形のものを改良したSIG製で鋼材組立式の当時の標準的な構造で、主電動機を台車枠の車軸外側にバー・サスペションの吊掛式に装荷することで軸距を1400mmに抑えることで急曲線の通過に対応しており、枕ばねは重ね板ばね、軸ばねはコイルばねとなっており、牽引力はセンターピンで伝達される。
- 本形式は製造後さまざまな改造がされているが、1926年にはワンマン運転用機器の設置と、主電動機のころ軸受化、1940年には正面上部中央の前照灯の更新がされた後、1943年には車体外板の張替などの大規模更新工事がなされて車体の型帯が減少しているほか、1947年には主制御器と電動空気圧縮機の交換がなされている。

### 主要諸元
- 軌間：1000mm
- 電気方式：DC900V 架空線式（シャフハウゼン軌道はDC600V架空線式）
- 最大寸法：全長15400mm[9]、全幅2300mm、車体幅2250mm、屋根高3300mm、全高3950mm
- 軸配置：Bo'Bo'
- 軸距：1400mm
- 台車中心間距離：10000mm
- 車輪径：860mm
- 自量：24.5t（最終時25.4t）
- 定員：2等36名（禁煙18名、喫煙18名）、荷物室内補助席5名
- 走行装置
  - 主制御装置：抵抗制御
  - 主電動機：直流直巻整流子電動機×4台
  - 定格出力：204kW
- 最高速度：40km/h
- ブレーキ装置：空気ブレーキ、手ブレーキ、発電ブレーキ

## B461形

### 概要
- 車体はBDe4/4 6形とほぼ同一で荷物室および運転機器を撤去し、台車を客車用のものとして台車中心距離を若干大きくしたもの、妻面もBDe4/4 6形と同一形態で前照灯等を撤去して車端部屋根上に暖房引通し用電気連結器を設置したもので、車体塗装およびその推移も同じものとなっている。
- 車体内は前位側から長さ1560mmで手ブレーキハンドルの設置された乗降デッキ、4230mmの禁煙2等室、7050mmの喫煙2等室、1560mmで手ブレーキハンドル付の乗降デッキの構成で窓扉配置は1D53D1（乗降デッキ窓-乗降扉-喫煙2等室窓-禁煙2等室窓-乗降扉-乗降デッキ窓）となっており、客室窓や乗降扉等も全てBDe4/4 6形と同一であるほか、客室内もBDe4/4 6形と同様の配置となっている。
- 台車は軸距は1400mmBDe4/4 6形と同一であるが構造の異なる鋼材リベット組立式となっており、車輪径は760mm、枕ばねは重ね板ばね、軸ばねはコイルばねとなっている。なお、台車の両車端側下部には小型のスノープラウが設置されている。

### 主要諸元
- 軌間：1000mm
- 軸配置：2'2'
- 最大寸法：全長15685mm、全幅2300mm、車体幅2250mm、屋根高3300mm
- 軸距：1400mm
- 台車中心間距離：9000mm
- 車輪径：760mm
- 自重：12.65t（最終時14.20t）
- 定員：2等座席48名（禁煙18名、喫煙30名）
- 最高速度：40km/h
- ブレーキ装置：空気ブレーキ、手ブレーキ

## 運行・廃車
- シャフハウゼン-シュライトハイム軌道はスイス北端のライン川北岸に位置するシャフハウゼン州の州都シャフハウゼンから北西方向にシャフハウゼン通りを進み、ベリンゲン、シュライトハイムを経由してその後はシュバルツバルト通りをドイツ国内のシュテューリンゲンの街のスイス - ドイツ国境手前数百mのオーバーヴィーゼンにあるオーバーヴィーゼン-シュテューリンゲン駅までの18.9kmの路線を運行しており、シャフハウゼン駅前広場からドイツ国鉄をアンダークロスする地点付近までの2.5kmがほぼ全ての列車の直通運転先であるシャフハウゼン軌道線、以降16.4kmがシャフハウゼン-シュライトハイム軌道線となり、最終の1964年時点のダイヤでは所要60-70分程度であった。
- 同鉄道はシャフハウゼン軌道を含む18.9kmの路線のうち開業時で16.4km、道路と軌道の分離が進んだ1946年でも13.7kmが併用軌道で残りの軌道もほとんどが道路端部に設置されたものであり、最急曲線半径は17m、最急勾配60パーミル、標高390（シャフハウゼン-シュライトハイム軌道線では432m）-558mの路線であり、シャフハウゼンでスイス国鉄、ドイツ国鉄に接続していたほか、オーバーヴィーゼン-シュテューリンゲン駅から国境を挟んで数百mの地点でヴタハール鉄道[10]シュテーリンゲン駅に連絡をしていた。
- BDe4/4 6号機はBDe4/4 1-5形と共通で全線で使用されており、単行での運行のほか、混合列車を含む客車列車や貨物列車の牽引に使用されており、重連総括制御機能は持たないもののBDe4/4 1-5形やFe2/2 51形との重連でも使用されていたほか、貨物列車ではスイス国鉄のシャフハウゼン貨物駅に乗り入れていた。また、B4 61号車も同様に他の2軸客車や貨車とともに全線で使用されており、牽引機もBDe4/4 6号機に特定せず、BDe4/4 1-5形やFe2/2 51形も使用されていた。
- 1964年10月1日の路線廃止に伴って廃車となり、BDe4/4 6号機はBDe4/4 3および5号機とともにビール-テウフェレン-インス鉄道[11]に譲渡されたが、同鉄道では1965年に新しいBe4/4 1-5形が導入されており、あまり使用されず他の譲渡車とともに1966年に廃車となっている。
- 同様に1964年に廃車となったB4 61号車はオーベルアールガウ-ジュラ鉄道[12]に譲渡されてB 25号車として車体下半部をオレンジ、上半部をクリーム色とした塗装で運行されていたが、その後1967年にBDe4/4 6号機と同じビール-テウフェレン-インス鉄道へ再度譲渡され、車体下半分を濃緑色、上半分をクリーク色とした塗装で運行され、1968年に使用停止、1969年に廃車となっている。なお、この間に更新改造が実施されて側面窓が大きいものとなり、台車も変更されている。